# 梁錦松
梁錦松（アントニー・リョン、Antony, LEUNG Kam Chung、1952年-）は、香港の元財政司司長。董建華行政長官の側近の一人。長らく、銀行の役職員であったが、第1期董政権で行政会議に任命され、中文教育の推進や334学制への移行を主導した。2001年からは財政司司長に任命された。しかし2003年、自動車登録税の値上げを自ら発表する前に、レクサスブランドの高級車を購入した事（「レクサスゲート事件」）を蘋果日報に暴露され、最終的に辞任に追込まれた。廉政公署が同事件の捜査に乗り出したものの、結局不起訴処分となった。
父の董浩雲が主催した「海上学府」に参加したのが、董建華の関係の始まりと言われている。香港大学在学中は、学生運動や日本の尖閣諸島領有反対運動などに参加し、中国共産党や毛沢東に傾倒する「国粋派」の一人とされた。また2002年10月に、かつての中国オリンピック代表となった飛込選手の伏明霞と結婚し、3児をもうけている。

## 経歴
- 香港大学社会科学院卒業
- ハーバード大学 Management developement Programme(1982年)、Advanced Management Programme (1999年)
- 香港先物取引所理事 (1987年 - 1990年)
- 空港管理局理事 (1990年 - 1998年)
- 大学教育資助委員会主席 (1993年 - 1998年)
- 外為基金諮詢委員会委員 (1993年 - 2001年)
- チェース・マンハッタン銀行に入行 (1996年)
- 教育統籌委員會主席 (1998年4月 - 2001年4月)
- 行政会議非官職メンバー (1997年7月 - 2001年4月)
- JPモルガン銀行アジア太平洋地区代表に就任 (2000年 - 2001年)
- 財政司司長 (2001年5月1日—2003年7月16日)
- DBS銀行(香港)CEO
- ブラックストーン・アジアオフィス代表